# La Mata de Morella
La Mata de Morella – gmina w Hiszpanii, w prowincji Castellón, we wspólnocie autonomicznej Walencja, o powierzchni 15,16 km². W 2011 roku liczyła 211 mieszkańców.